# 二茚并苝
二茚并苝（简称：DIP）是一种多环芳香烃。作为一种有机半导体被使用。化学式为C32H16、IUPAC名为diindeno[1,2,3-cd:1',2',3'-lm]perylene。